# Sometimes I Sit and Think, and Sometimes I Just Sit
Sometimes I Sit and Think, and Sometimes I Just Sit är debutalbumet av den australiska indierockmusikern Courtney Barnett, utgivet den 15 mars 2015. Det släpptes ursprungligen i Australien genom Barnetts eget skivbolag Milk! Records, senare i Europa av House Anxiety samt i USA av Mom + Pop Music. Inspelningen ägde rum vid Head Gap Studio i Victoriaförorten Preston under produktion av Barnett, Burke Reid och Dan Luscombe.
Albumet nådde 20:e plats på Billboard 200. Första singeln från albumet, "Pedestrian at Best", rankades av Rolling Stone som nummer fyra på deras lista över årets bästa låtar 2015.

## Låtlista
Alla låtar är skrivna och komponerade av Courtney Barnett, och arrangerade av Barnett, Bones Sloane, Dave Mudie och Dan Luscombe. 
| Nr  | Titel                                                                                                  | Längd |
| --- | --- | ----- |
| 1.  | Elevator Operator                                                                                      | 3:14  |
| 2.  | Pedestrian at Best                                                                                     | 3:50  |
| 3.  | An Illustration of Loneliness (Sleepless in New York)                                                  | 3:10  |
| 4.  | Small Poppies                                                                                          | 7:00  |
| 5.  | Depreston                                                                                              | 4:52  |
| 6.  | Aqua Profunda!                                                                                         | 2:00  |
| 7.  | Dead Fox                                                                                               | 3:33  |
| 8.  | Nobody Really Cares If You Don't Go to the Party                                                       | 2:46  |
| 9.  | Debbie Downer                                                                                          | 3:16  |
| 10. | Kim's Caravan                                                                                          | 6:46  |
| 11. | Boxing Day Blues                                                                                       | 3:02  |
| 12. | Stair Androids & Valley Um... (extraspår på deluxe dubbelvinyl, dolt spår på australiska CD-versionen) | 6:33  |